# 매직빈
《매직빈》(豆福传, To Fu)은 중국에서 제작된 조이 주 감독의 2017년 애니메이션 영화이다. 황창영 등이 주연으로 출연하였다.

## 출연

### 주연
- 황창영
- 민아
- 장병관